# Francisco Ruiz-Jarabo
Francisco Ruiz-Jarabo Baquero (Garcinarro, Cuenca, 28 de septiembre de 1901 - 25 de septiembre de 1990) fue un jurista y magistrado que llegó a ministro de Justicia de España en 1973-75, durante la Dictadura franquista, poco antes de la Tercera Restauración Borbónica de España.

## Biografía

### Carrera
Miembro de una familia dela hidalguía manchega, su padre fue terrateniente y abogado. Su familia le envió a Madrid donde estudió sucesivamente en el colegio religioso de Santo Tomás, el bachillerato en el Instituto Cardenal Cisneros de Madrid y la carrera de Derecho con extraordinarias notas en la Universidad. Con 23 años fue número dos en las oposiciones a judicatura. Durante una larga etapa ejerció de juez de Primera Instancia de Tarancón. 
Avanzada la Guerra Civil de 1936-39, fue nombrado en febrero de 1938 jefe de la Sección de Personal de la Administración de Justicia, en el nuevo Ministerio de Justicia del primer gobierno de Franco. Magistrado de Trabajo en Madrid en el período 1939-1942; profesor de Derecho Procesal del Trabajo en la Escuela Social de Madrid, entre 1941 y 1954. Director general de Trabajo en 1942; Subsecretario de Trabajo en 1943; Magistrado del Tribunal Supremo en 1944. En agosto de 1954 presidente de la Sala de Asuntos Sociales del Tribunal Supremo. Entre julio y diciembre de 1966, presidió la Comisión Liquidadora de Responsabilidades Políticas, organismo creado en 1938 y abolido en 1966. El 11 de enero de 1968 alcanza la presidencia del Tribunal Supremo de Justicia. 
Nombrado procurador en las Cortes Españolas, en 1949 y 1952, dentro del cupo de los designados por el jefe del Estado, de conformidad con la Ley de las Cortes de 1946. Procurador de nuevo en 1952, como consejero nacional; en 1967 como miembro de Altas Instituciones (en calidad de presidente del Tribunal Supremo); y en 1971 de nuevo como consejero Nacional.
Fue ministro de Justicia del 12 de junio de 1973 al 4 de marzo de 1975, en los gabinetes de Carrero Blanco y de Arias Navarro.

## Honores
Miembro de número de la Real Academia de Jurisprudencia y Legislación; doctor honoris causa por la Universidad de Manila. Fue condecorado con la Medalla de Oro del Trabajo, la Gran Cruz de San Raimundo de Peñafort, la Gran Cruz del Mérito Civil, la Encomienda con Placa de Isabel la Católica, la Medalla de Oro de la Ciudad y Provincia de Cuenca, la Medalla de Oro de la Ciudad de Teruel, y otras .
En 1970 se unieron en un solo municipio los pueblos de Garcinarro, Jabalera y Mazarulleque, unión que recibió el nombre de «Puebla de Don Francisco», en recuerdo de Francisco Ruiz-Jarabo quien era natural de Garcinarro. En 2010 el pleno municipal por unanimidad y apoyándose en la Ley de Memoria Histórica dio nuevo nombre a La Puebla de Don Francisco que pasó a llamarse El Valle de Altomira.

| Predecesor: José Castán Tobeñas    | Presidente del Tribunal Supremo 1968 - 1973                   | Sucesor: Valentín Silva Melero              |
| Predecesor: Antonio María de Oriol | Ministro de Justicia 11 de junio de 1973 - 4 de marzo de 1975 | Sucesor: José María Sánchez-Ventura Pascual |